# Godziszów Pierwszy
Godziszów Pierwszy – wieś w Polsce, w województwie lubelskim, w powiecie janowskim, w gminie Godziszów.
Do 2023 miejscowość była częścią wsi Godziszów.